# Bas van Wijnen
Bas van Wijnen (Zwolle, 31 juli 1997) is een Nederlands voetballer die als middenvelder voor VV Berkum speelt. 

## Carrière
Bas van Wijnen speelde in de jeugd van WVF en PEC Zwolle. Op 5 mei 2017 tekende hij een tweejarig contract bij de Zwolse club, met een optie voor een derde seizoen. Hij debuteerde voor PEC Zwolle op 14 mei 2017, in de met 4–1 verloren uitwedstrijd in de Eredivisie tegen PSV. Hij kwam in de 64e minuut in het veld voor Erik Israelsson. Verder kwam Van Wijnen niet in actie voor PEC, en na enkele jaren in het tweede elftal te spelen vertrok hij in 2019 naar Harkemase Boys. Hier speelde hij een jaar, waarna hij naar VV Berkum vertrok.

### Carrièrestatistieken
| Seizoen                         | Club            | Land            | Competitie         | Competitie | Competitie | Beker | Beker | Internationaal | Internationaal | Overig | Overig | Totaal | Totaal |
| Seizoen                         | Club            | Land            | Competitie         | Wed.       | Dlp.       | Wed.  | Dlp.  | Wed.           | Dlp.           | Wed.   | Dlp.   | Wed.   | Dlp.   |
| ------------------------------- | --------------- | --------------- | ------------------ | ---------- | ---------- | ----- | ----- | -------------- | -------------- | ------ | ------ | ------ | ------ |
| 2016/17                         | PEC Zwolle      | Nederland       | Eredivisie         | 1          | 0          | 0     | 0     | 0              | 0              | 0      | 0      | 1      | 0      |
| 2017/18                         | PEC Zwolle      | Nederland       | Eredivisie         | 0          | 0          | 0     | 0     | 0              | 0              | 0      | 0      | 0      | 0      |
| 2018/19                         | PEC Zwolle      | Nederland       | Eredivisie         | 0          | 0          | 0     | 0     | 0              | 0              | 0      | 0      | 0      | 0      |
| 2019/20                         | Harkemase Boys  | Nederland       | Derde divisie Zat. | 14         | 0          | 0     | 0     | 0              | 0              | 0      | 0      | 14     | 0      |
| 2020/21                         | VV Berkum       | Nederland       | Hoofdklasse Zat.   | 1          | 0          | 0     | 0     | 0              | 0              | 0      | 0      | 1      | 0      |
| Carrière totaal                 | Carrière totaal | Carrière totaal | Carrière totaal    | 16         | 0          | 0     | 0     | 0              | 0              | 0      | 0      | 16     | 0      |
| Bijgewerkt tot 14 november 2020 |                 |                 |                    |            |            |       |       |                |                |        |        |        |        |